# Unforgiven (2007)
Unforgiven (2007) — десятое ежегодное pay-per-view шоу рестлинга федерации World Wrestling Entertainment (WWE). Шоу прошло 16 сентября 2007 года на арене «Федэкс-форум» в Мемфисе (штат Теннесси, США). В нём участвовали рестлеры всех трёх брендов WWE: Raw, SmackDown и ECW.
Главным событием вечера стал матч бренда SmackDown Гробовщик против Марка Хенри, в котором победу одержал Гробовщик, удержавший своего соперника после приёма Last Ride. Главным матчем бренда Raw был поединок Джона Сины и Рэнди Ортона за титул чемпиона WWE, в котором Сина проиграл по дисквалификации, но сохранил за собой чемпионский титул. В главном матче ECW за титул чемпиона ECW СМ Панк одержал победу над Элайем Бёрком. На шоу также прошёл матч «тройная угроза», в котором Великий Кали, Батиста и Рей Мистерио бились за титул чемпиона мира в тяжёлом весе, а также поединок Triple H против Карлито, в котором последний не мог быть дисквалифицирован.
Через сервис pay-per-view показ шоу заказало около 210 000 человек, что на 79 000 показов меньше, чем у прошлогоднего шоу Unforgiven 2006.

## Результаты
| №                                | Результаты                                                                  | Условия                                                                | Время |
| -------------------------------- | --------------------------------------------------------------------------- | ---------------------------------------------------------------------- | ----- |
| Dark                             | Кейн победил Кенни Дикстра                                                  | Поединок один на один                                                  | н/д   |
| 1                                | СМ Панк (c) победил Элая Бёрка                                              | Поединок за титул чемпиона ECW                                         | 11:52 |
| 2                                | Мэтт Харди и Монтел Вонтевиус Портер (c) победили Deuce 'n Domino (с Черри) | Командный матч за титул командных чемпионов WWE                        | 09:19 |
| 3                                | Triple H победил Карлито                                                    | Поединок один на один, в котором Карлито не мог быть дисквалифицирован | 10:40 |
| 4                                | Кэндис Мишель (c) победила Бет Финикс                                       | Поединок за титул чемпиона WWE среди женщин                            | 07:17 |
| 5                                | Батиста победил Рея Мистерио и Великого Кали (c) (с Ранджин Синхом)         | Матч «тройная угроза» за титул чемпиона мира в тяжёлом весе            | 08:01 |
| 6                                | Лэнс Кейд и Тревор Мёрдок (c) победили Пола Лондона и Брайана Кендрика      | Командный поединок за титул командных чемпионов мира                   | 11:48 |
| 7                                | Рэнди Ортон победил Джона Сину (c) по дисквалификации                       | Поединок за титул чемпиона WWE                                         | 07:22 |
| 8                                | Гробовщик победил Марка Хенри                                               | Поединок один на один                                                  | 11:25 |
| (c) – чемпион на момент поединка |                                                                             |                                                                        |       |